# ۱۵۵ (قمری)
۱۵۵ (قمری)، صد و پنجاه و پنجمین سال در گاهشماری هجری قمری است. اول محرم این سال برابر با هفدهم دسامبر سال ۷۷۱ میلادی است.